# Antonio Marietti

Antonio Marietti

Antonio Marietti (Fiume, 26 dicembre 1906 – Hobart, 9 luglio 1987) è stato un calciatore e attore italiano, di ruolo portiere.

## Calciatore

### A Fiume
Figlio dell'omonimo scultore, dopo aver mosso i primi passi nella Veloce di Fiume passò alla Gloria di Fiume, allora in seconda divisione, dove scalzò dal ruolo di titolare il più esperto Natale Milavez; fu quindi alla Fiumana, con cui debuttò in Divisione Nazionale il 30 settembre 1928 nella sconfitta contro il Brescia per 3-2.

### Napoli
Criticato dalla stampa locale per gli infortuni subiti praticando altri sport, nel 1929 passò al Napoli con cui disputò 5 campionati di Serie A, compreso il primo dell'allora appena costituita serie A, collezionando complessivamente 34 presenze in una rosa dove il rivale nel ruolo era il compagno di squadra Cavanna, ritenuto tra i migliori portieri del suo tempo e nel giro della Nazionale di Pozzo; durante la sua permanenza nella società partenopea, durante la quale disputò anche varie partite con la squadra B, la squadra si piazzò nelle stagioni 1932-1933 e 1933-1934 al 3º posto in Serie A, piazzamento che verrà migliorato dai campani solo vari decenni dopo. Nella stagione 1930-1931 sostituì il compagno di squadra per 11 gare quando il più esperto collega si fratturò la clavicola; durante la sua permanenza tra i pali la squadra vinse 7 gare (tra cui il successo casalingo del 23 novembre 1930 contro la Juventus per 2-1), ne perse 3 e subì 14 reti.

### Ultimi anni
In seguito vestì le maglie di Messina, Bagnolese e MATER, dove chiuse la carriera.

## Palmarès

### Club

#### Competizioni nazionali
- Serie C: 1

M.A.T.E.R.: 1939-1940

## Attore
Rimasto a vivere a Roma, fu scoperto casualmente dal regista Augusto Genina che lo convinse a sottoporsi ad un provino, poi riuscito, per il film L'assedio dell'Alcazar, incentrato sul fatto storico accaduto pochi anni prima durante la guerra civile spagnola; il film, in cui recitava l'altro calciatore-attore Piero Pastore vinse la Coppa Mussolini alla VIII Mostra Internazionale d'arte cinematografica di Venezia nel 1940 come miglior film italiano. Nel 1941 compare come attore generico in Marco Visconti e, sotto la regia di Esodo Pratelli, in Pia de' Tolomei dove interpreta Piero de' Tolomei, il fratello della protagonista che provoca gli eventi narrati nel film. Fu quindi il Nibbio nella versione cinematografica de I promessi sposi di Mario Camerini del 1941, con Gino Cervi come Renzo Tramaglino.

## Filmografia
- L'assedio dell'Alcazar, regia di Augusto Genina (1940)
- Marco Visconti, regia di Mario Bonnard (1941)
- La corona di ferro, regia di Alessandro Blasetti (1941)
- La maschera di Cesare Borgia, regia di Duilio Coletti (1941)
- La scuola dei timidi, regia di Carlo Ludovico Bragaglia (1941)
- Pia de' Tolomei, regia di Esodo Pratelli (1941)
- I promessi sposi, regia di Mario Camerini (1941)
- Bengasi, regia di Augusto Genina (1942)
- Don Cesare di Bazan, regia di Riccardo Freda (1942)
- Harlem, regia di Carmine Gallone (1943)
- Quelli della montagna, regia di Aldo Vergano (1943)
- L'uomo della croce, regia di Roberto Rossellini (1943)
- Il sole sorge ancora, regia di Aldo Vergano (1946)